# Віннетка (Іллінойс)
Віннетка (англ. Winnetka) — селище (англ. village) в США, в окрузі Кук штату Іллінойс. Населення — 12 744 особи (2020).

## Географія
Віннетка розташована за координатами 42°6′22″ пн. ш. 87°44′34″ зх. д. / 42.10611° пн. ш. 87.74278° зх. д. (42.106210, -87.742764). За даними Бюро перепису населення США в 2010 році селище мало площу 10,08 км², з яких 9,87 км² — суходіл та 0,21 км² — водойми.

## Демографія
Згідно з переписом 2010 року, у селищі мешкало 12 187 осіб у 4102 домогосподарствах у складі 3328 родин. Густота населення становила 1209 осіб/км². Було 4425 помешкань (439/км²).
Расовий склад населення:
| - 94,8 % — білих - 3,3 % — азіатів - 0,3 % — чорних або афроамериканців - 0,1 % — корінних американців |

До двох чи більше рас належало 1,2 %. Частка іспаномовних становила 2,2 % від усіх жителів.
За віковим діапазоном населення розподілялося таким чином: 34,1 % — особи молодші 18 років, 52,3 % — особи у віці 18—64 років, 13,6 % — особи у віці 65 років та старші. Медіана віку мешканця становила 42,8 року. На 100 осіб жіночої статі у селищі припадало 97,0 чоловіків; на 100 жінок у віці від 18 років та старших — 92,0 чоловіків також старших 18 років.
Середній дохід на одне домашнє господарство становив 311 902 долари США (медіана — 211 773), а середній дохід на одну сім'ю — 351 830 доларів (медіана — 244 565). Медіана доходів становила 205 053 долари для чоловіків та 104 000 доларів для жінок. За межею бідності перебувало 1,8 % осіб, у тому числі 1,6 % дітей у віці до 18 років та 2,0 % осіб у віці 65 років та старших.
Цивільне працевлаштоване населення становило 5022 особи. Основні галузі зайнятості: науковці, спеціалісти, менеджери — 26,1 %, фінанси, страхування та нерухомість — 24,4 %, освіта, охорона здоров'я та соціальна допомога — 19,4 %.

## Персоналії
- Рок Гадсон (1925—1985) — американський актор кіно і телебачення.